# 德山線 (平壤市)
德山線（朝鲜语：／ Tŏksan sŏn */?）是朝鮮民主主義人民共和國平壤江東郡的一條鐵道線路，站點為松街站到德山站。

## 路线概况
- 距离：1.7
- 车站数：2
- 轨距：1435mm
- 电气化区间：无
- 复线区间：无